# Habetia imitatrix
Habetia imitatrix är en insektsart som beskrevs av Heinrich Hugo Karny 1912. Habetia imitatrix ingår i släktet Habetia och familjen vårtbitare. Inga underarter finns listade i Catalogue of Life.